# Pegando Lágrimas
"Pegando Lágrimas" é uma canção gravada pela cantora e compositora, mineira Paula Fernandes, em parceria coma dupla Chitãozinho & Xororó. Lançada em 7 de janeiro de 2015 como segundo single de sua coletânea de duetos Encontros pelo Caminho (2014).

## Videoclipe
O videoclipe da canção foi lançado na Vevo no dia 7 de janeiro de 2015, dirigido por Márcio Monteiro. No vídeo, Paula aparece tocando piano e cantando em uma sala de estúdio juntamente com Chitãozinho & Xororó.

## Apresentações ao vivo
No dia 25 de outubro de 2014 Paula foi convidada do programa televisivo Festival Sertanejo do SBT, no qual a dupla Chitãozinho & Xororó apresenta, e juntos cantaram pela primeira vez a canção Pegando Lágrimas.
Paula e Chitãozinho & Xororó apresentaram ao vivo a canção no programa Altas Horas apresentado por Serginho Groisman, que foi ao ar no dia 7 de março de 2015.

## Lista de faixas
| Download digital |                                               |                |         |  |
| N.º              | Título                                        | Compositor(es) | Duração |  |
| 1.               | "Pegando Lágrimas" (com Chitãozinho & Xororó) | Xororó         | 3:48    |  |

## Desempenho nas tabelas musicais
| Tabela musical (2015)                                         | Melhor posição |
| ------------------------------------------------------------- | -------------- |
| Brasil Billboard Brasil Hot 100 Airplay                       | 18             |
| Brasil - Billboard Brasil Regional Porto Alegre Hot Songs     | 2              |
| Brasil - Billboard Brasil Regional Salvador Hot Songs         | 8              |
| Brasil - Billboard Brasil Regional Belo Horizonte Hot Songs   | 5              |
| Brasil - Billboard Brasil Regional Grande São Paulo Hot Songs | 10             |
| Brasil - Billboard Brasil Regional Brasília Hot Songs         | 9              |

| Tabela musical (2015)                   | Melhor posição |
| --------------------------------------- | -------------- |
| Brasil Billboard Brasil Hot 100 Airplay | 66             |